# Anna Osmakowicz

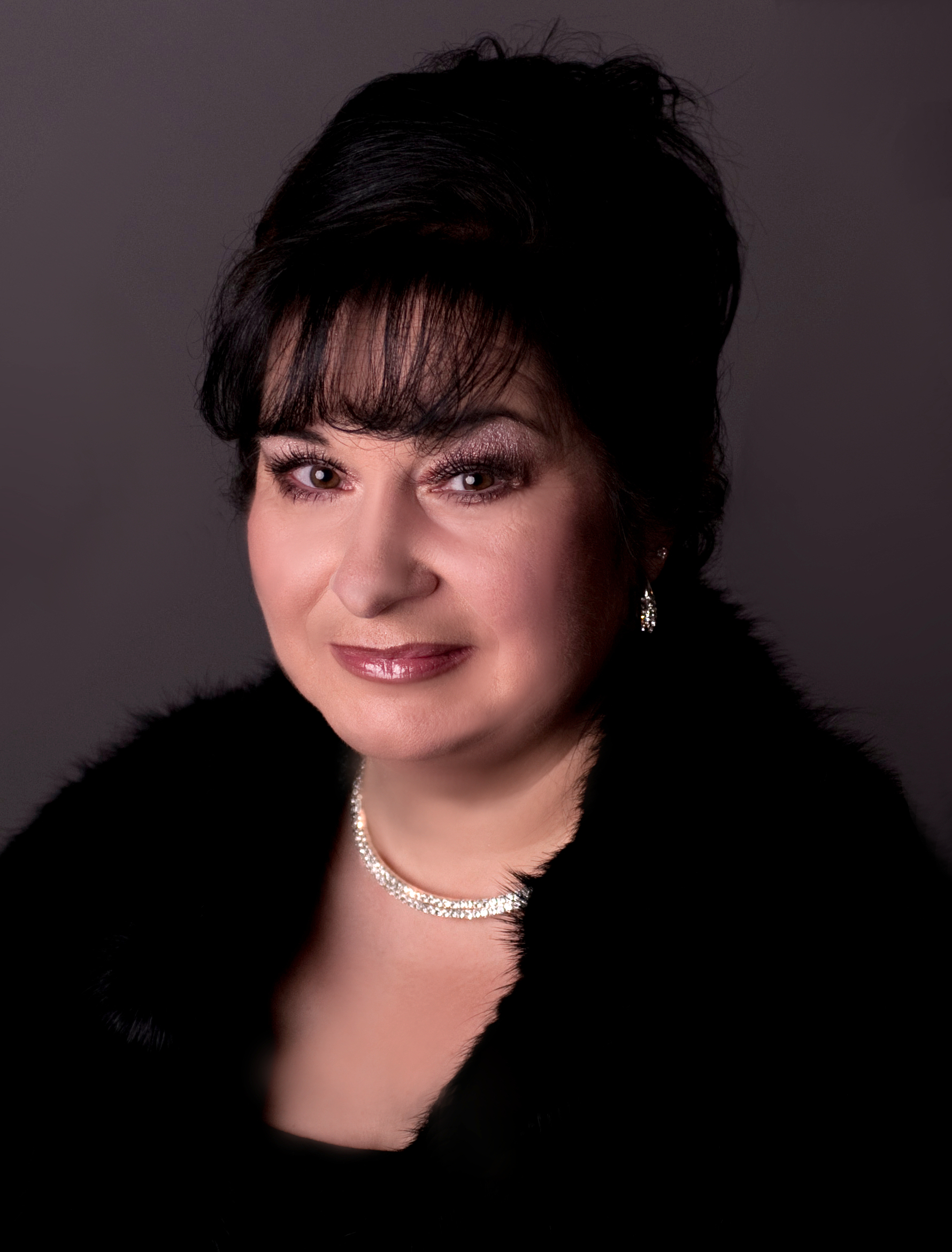
Anna Osmakowicz

Anna Osmakowicz (* 14. März 1963 in Warschau) ist eine polnische Sängerin und Schauspielerin.
Sie studierte Klavier, Flöte und Gesang und war an mehreren Musicals, Festen und Schauspielen wie Orfeusz i Eurydyka w krainie tęczy, Carmen, Macbeth, Otelo, Fiddler on the Roof und Madame Butterfly beteiligt.

## Diskografie
- 1990 – Piosenki Tadeusza Prejznera
- 1991 – Od Turowa jadę
- 1992 – Miłość ubrana w wiersze
- 1993 – Pastorałki i kolędy
- 1999 – Ojcze Święty śpiewamy dla Ciebie
- 2001 – Bilet do radości
- 2002 – Rzeka wspomnień
- 2005 – Pieśni dla Ojca Świętego Papieża Jana Pawła II
- 2005 – En kristnaska hor (kolędy i pastorałki / esperanto)
- 2006 – Kristabia festo (kolędy i pastorałki / esperanto)
- 2008 – Wigilijna Noc (pastorałki)
- 2009 – Dzisiaj Wielkanoc
- 2009 – Intymny świat (ballady jazzowe)
- 2009 – Kolędy